# Varbola borg
Varbola borg, latin: Castrum Warbole, estniska: Varbola Jaanilinn, var en tidigmedeltida befästning i det historiska Harjumaa (Harrien) i Estland. Borgen var den största befästningen i Estland under den förkristna perioden från omkring 900-talet till 1100-talet och ett viktigt handelscentrum.
Resterna av borgen ligger mellan dagens byar Varbola och Põlli i Märjamaa kommun i Raplamaa. Delar av den ursprungligen 580 meter långa och 8 till 10 meter höga cirkulära fästningsvallen av kalksten är bevarade till modern tid. 
För att skydda ingångarna var vallen försedd med långa portgångar med flera portar, och i anslutning till portarna fanns höga försvarstorn. En 13 meter djup brunn i mitten av borgen säkrade vattentillgången. Innanför vallen fanns 90 byggnader med eldstäder och kalkrika jordgolv, där borgens invånare inkvarterades.
I Henrik av Lettlands krönika anges att borgen Warbole år 1211 belägrades i flera dagar av republiken Novgorods trupper under Mstislav Mstislavitj. Konflikten avslutades genom att esterna betalade tribut till Novgorod.
Under det livländska korståget trängde Svärdsriddarorden in på esternas territorium. I fredsförhandlingarna i Varbola ställde ordens herremästare Volkwin von Naumburg zu Winterstätten kraven att esterna skulle låta döpa sig och överlämna en gisslan. Esterna accepterade kraven. Den danske kungen Valdemar II, som tagit kontroll över norra Estland, skickade sändebud och på dessas anhållan befriades gisslan. Danskarna krävde att gisslan skulle överlämnas som tidigare överenskommits med de livländska biskoparna. Volkwin vek sig för det danska kravet utan att känna till den tidigare överenskommelsen med villkoret att de livländska svärdsbrödernas rättigheter inte skulle minskas, och överlämnade gisslan till deras fäder. På så sätt kom esterna i Varbola att bli undersåtar till den danske kungen. Enligt Kung Valdemars jordebok förblev området kring Varbola i den tysk-estländska adelssläkten Lodes ägo. 
Borgen förlorade under mitten av 1300-talet i betydelse efter att ha spelat en viktig roll i Sankt Göransupproret 1343, då esterna gjorde uppror mot den kristna kyrkan och Tyska orden.

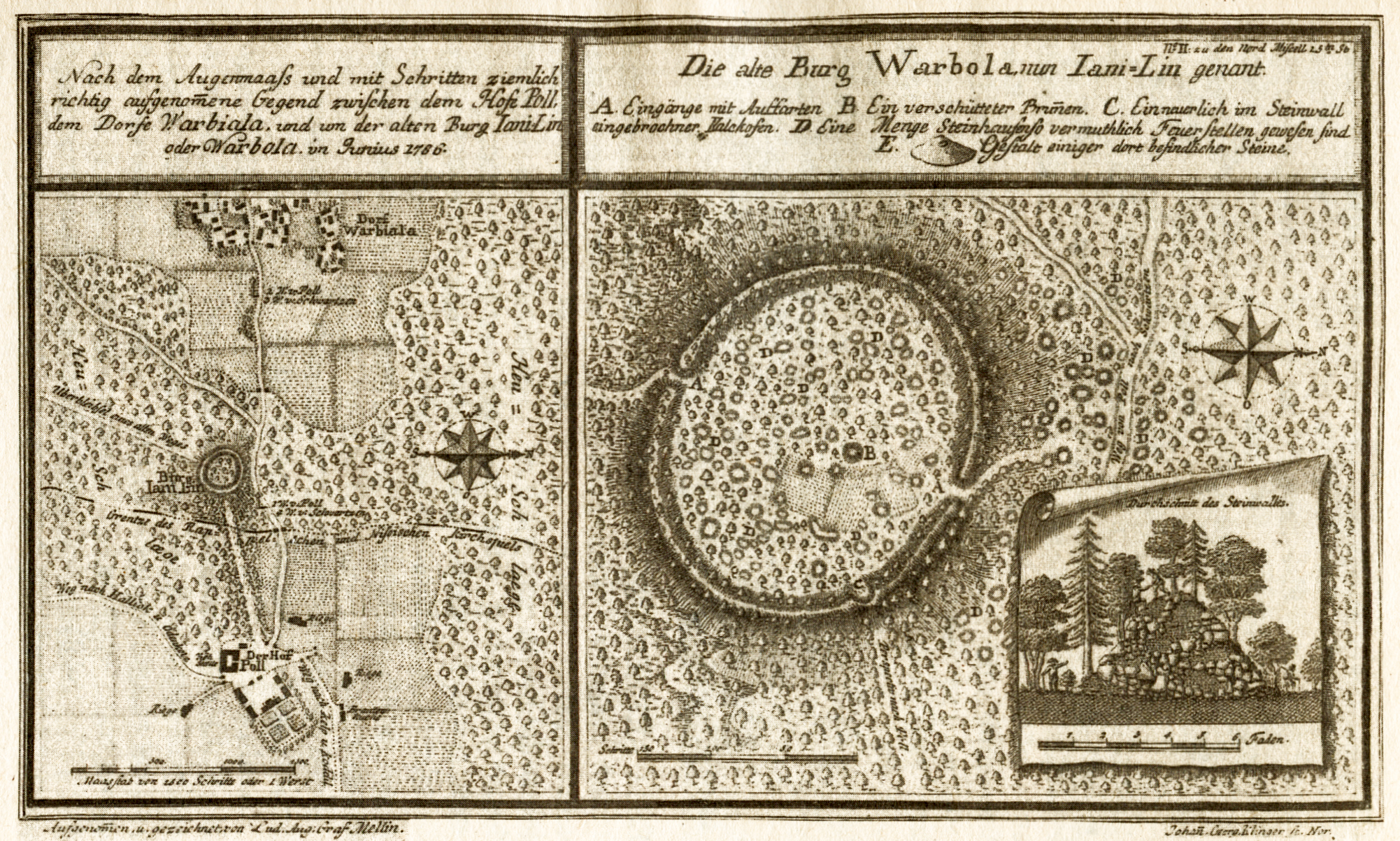
Varbola borg på Mellins karta från 1786.

På 1500-talet och 1600-talet användes borgen som begravningsplats. Den första kända kartan över borgen framställdes 1786 av kartografen Ludwig August Mellin. Större utgrävningar av borgen genomfördes 1938 till 1941, 1953 och 1974. Bland de arkeologiska fynden fanns en tärning tillverkad av ben.